# 成田稔
成田 稔 (なりた みのる、1927年 - 2023年）日本の医師（整形外科）、医学博士、国立療養所多磨全生園元園長、国立ハンセン病資料館名誉館長で、ハンセン病行政、歴史を研究し、歴史などに関する発言が多い。

## 略歴
1927年、札幌市で生まれる。 1950年 東京大学、 医学部付属専門部卒業。1951年、 東京大学医学部病理学教室研究生。1955年、 国立療養所多磨全生園 医務科、 1958年、 慶應義塾大学 医学博士、論文名は「中脳と呼吸運動」、 1968年 国立療養所多磨全生園整形外科医長、1981年 同園副園長、1985年 同園園長、1992年 国立多磨研究所（現：国立感染症研究所ハンセン病センター）の所長併任（1年）。同年、第65回日本らい学会（現：日本ハンセン病学会）を主催する。同学会の庶務幹事を務め、学会としてらい予防法反対の決議を出すに至る。1993年多磨全生園園長退官、同名誉園長、同年高松宮記念ハンセン病資料館運営委員長、2007年 国立ハンセン病資料館館長。2021年7月、同館名誉館長。2023年4月9日、没。
日本形成外科学会専門医、日本リハビリテーション学会専門医。

## 日本らい学会での活動
1995年、第68回日本らい学会が横浜市で開催されたが、その前1年間、牧野正直、長尾栄治、後藤正道、尾崎元昭とともに、らい予防法反対を学会として纏め上げた。但し、その文章の中で隔離主義を唱えた先輩を批判はできないと述べた。1996年の岡山における日本らい学会で日本らい学会をハンセン病学会と変更した。1953年公布、施行されたらい予防法は、学会の決議の後の1996年4月1日、らい予防法の廃止に関する法律により廃止された。

## 光田健輔に関して
成田は500頁を超える著書 『日本のらい対策から何を学ぶか』の中で、光田健輔に関する記述をしている。

## 日本の癩（らい）対策について
日本の癩（らい）対策は、「癩予防ニ関スル件」の公布(１９０７年)以後に始まるが、第１回国際癩会議(１８９７年)における〈癩の予防には隔離が最善〉というハンセンの提言を唯一の方策のように認容した光田健輔は、無癩国日本を目指すには絶対隔離（全ての患者の終生隔離）こそ最良と妄信し、「癩予防法」の公布（１９３１年）と同年の癩予防協会設立とに併せて〈癩（らい）は恐ろしい伝染病〉という直情的な一言で大衆を操り、癩（らい）患者の排除という気運を高め、療養所以外に行き場がない状態に仕向けた。つまり患者隔離の急速な進展であり、１９５５年頃には、療養所入所者が１１,０００人を超えた。
　問題は、隔離の実態であって、すべてが死亡することで終わるのでは、もはや医療ではない。これでは、個人の生命、自由及び幸福追求の権利が損なわれるから、隔離に対する国の違憲性の責任が問われて当然である。しかも、この隔離対策は、結果的に「らい予防法の廃止に関する法律」の公布（１９６６年）まで８９年にも及んだ。ここまで長く人間性が無視されたのは、〈癩（らい）患者に対する癩（らい）は病気、患者は人、人はあくまでも人であるという厳しい区分〉
を、疎かにして省みなかったからである。このような過ちは、一般的な日本人にとっては、ほとんど普遍的な意識かもしれず、日本の癩（らい）対策はその意味での大きな教訓と言える。
　それにしても日本におけるハンセン病新患者の年間発生数は、２０００年以降ほぼゼロといってよいが、実際のところ壮丁癩（徴兵検査の際に発見された癩患者）は、隔離開始前にはすでに漸近線状に減少しており、隔離の終焉状態以後ともなると、１９６６年頃を中心とする高度成長期と平行して急速に減少しており、このような実状からすると、新患者の減少は、国民の生活水準の向上と相関し隔離の効果はどれほどあったかは疑わしい。

## エピソード
1955年、上司の病理学教授が成田と同じような仕事をした福士勝成のらい研究所を紹介した。空き席がなく、隣の多磨全生園に就職を決めたが、成田は園長には整形外科と口腔外科を少しやっていると述べた。園長は成田を患者に紹介して間違えて「美容外科が専門だ」と言ったので毎日患者が列をなしたという。成田の研究への姿勢について、彼はこう述べている。「甚だ不遜だが、らい療養所の就職当時から、ただ一人の形成外科医だと自認していた私は先輩も後輩もなく、いつも一匹狼を通しつづけ、自己の領域を超えて他の医師の存在を特に意識したことはなかった。園長になって初めて、同輩の中に畏敬する2、3の医師はいたが、その人たちのことも意識しなかった。」

## 著書
- 『ユマニテの人 木下杢太郎とハンセン病』日本医事新聞社、2004, ISBN 4-7849-7317-6
- 『日本のらい対策から何を学ぶか』2009, 明石書店 ISBN 978-4-7503-3000-6
- 「らいからハンセン病へ」2001, 雑誌「多磨」82巻、（多磨全生園の雑誌）6回連載
- 『日本の癩（らい）対策の誤りと「名誉回復」　今、改めてハンセン病対策を考える』2017､明石書店、ISBN 978-4-7503-4569-7

## 業績
- [Increased incidence of senile dementia in the Hansen's disease sanatoriums of Japan]. Narita M, Onoda I, Tokizaki K, Kayano T, Takasaki K, Tubokura I, Sunami K. 日本ハンセン病学会雑誌. 1998 Jul;67(2):277-85.
- Establishment of His Imperial Highness Prince Takamatsu Memorial Hall for historical materials of Hansen's disease. Narita M. 日本らい学会雑誌. 1994 Mar;63(1):30-1.
- [Clinical study of sensory disorders of the hand in leprosy]. Narita M, Aoki M. 日本らい学会雑誌. 1986 Jan-Mar;55(1):1-12.
- [Reconstructive surgery of ear deformity due to leprosy]. Narita M. Keisei Geka. 1968 Oct;11(4):Suppl:1-7
- [Facial disfigurement in leprosy]. Narita M, Ohira K. 形成外科. 1967 Oct;10(4):Suppl:23-31.
- [Trials using the tubed pedicle flap]. Narita M. 形成外科. 1967 Jul;10(3):Suppl:13-7.
- [Case of surgery of palate cancer]. Narita M, Ohira K. 形成外科. 1967 Apr;10(2):Suppl:1-6.
- Plastic and cosmetic surgery for leprosy in Japan. Narita M. 形成外科. 1966 Oct;9(4):Suppl:10-3.
- [Nasal prosthesis using nickel-chrome metalic mesh]. Narita M. 形成外科. 1966 Jul;9(3):Suppl:6-10.
- [Leprous auricle deformities]. Narita M, Ohhira K. 形成外科. 1965 Oct;8(4):Suppl:16-21.
- [Hair transplantation, especially as a repair of the eyebrows and eyelashes in leprous patients]. Narita M. 形成外科. 1965 Jul;8(3):Suppl:1-8.
- [Rhinoplasty by homo costal cartilage preserve unsatisfactory]. Narita M. 形成外科. 1965 Apr;8(2):Suppl:1-7.
- 成田稔 「らいからハンセン病へ」 (6回連載）「多磨」82巻, 1-6, 2001,

## 文献
- 国立感染病研究所ハンセン病研究センター ハンセン病研究50年のあゆみ 2005,
- 成田稔『ユマニテの人 木下杢太郎とハンセン病』日本医事新聞社、2004, ISBN 4-7849-7317-6
- 成田稔『日本のらい対策から何を学ぶか』2009, 明石書店 ISBN 978-4-7503-3000-6